# Jagabaya (Warunggunung)
Jagabaya is een bestuurslaag in het regentschap Lebak van de provincie Banten, Indonesië. Jagabaya telt 4048 inwoners (volkstelling 2010).